# Lineacoelotes nitidus
Espèce
Synonymes
- Coelotes nitidus Li & Zhang, 2002

Lineacoelotes nitidus est une espèce d'araignées aranéomorphes de la famille des Agelenidae.

## Distribution
Cette espèce est endémique du Hubei en Chine,. Elle se rencontre dans la grotte Tenglong.

## Publication originale
- Li & Zhang, 2002 : A new species of the genus Coelotes from Tenglongdong Cave, Hubei, China (Araneae: Amaurobiidae). Acta Zootaxonomica Sinica, vol. 27, no 3, p. 466-468.